# Мемориальная премия Уинифред Холтби
Мемориальная премия Уинифред Холтби (англ. Winifred Holtby Memorial Prize) присуждалась с 1967 по 2003 год Королевским литературным обществом Великобритании за лучший региональный роман года. Премия названа в честь британской журналистки и писательницы Уинифред Холтби, известной своими романами о деревенской жизни Великобритании. В 2003 году премия была заменена премией Ондаатье.

## Список лауреатов
| Год  | Лауреат           | Название произведения                                                                           |
| ---- | ----------------- | ----------------------------------------------------------------------------------------------- |
| 2002 | Александра Фуллер | Не подходите к собакам сегодня ночью: детство в Африке англ. Don’t Let’s Go to the Dogs Tonight |
| 2001 | Анна Бёрнс        | англ. No Bones                                                                                  |
| 2000 | Донна Моррисей    | англ. Kit’s Law                                                                                 |
| 1999 | Эндрю О’Хэген     | англ. Our Fathers                                                                               |
| 1998 | Джилс Фоуден      | англ. The Last King of Scotland                                                                 |
| 1997 | Иден Робинсон     | англ. Traplines                                                                                 |
| 1996 | Рохинтон Мистри   | англ. A Fine Balance                                                                            |
| 1995 | Пол Уоткинс       | англ. Archangel                                                                                 |
| 1994 | Джим Крейс        | англ. Signals of Distress                                                                       |
| 1993 | Карл Макдугалл    | англ. The Lights Below                                                                          |
| 1992 | Адам Торп         | англ. Ulverton                                                                                  |
| 1991 | Эльспет Баркер    | англ. O Caledonia                                                                               |
| 1990 | Нино Риччи        | англ. Lives of the Saints                                                                       |
| 1989 | Хилари Мэнтел     | англ. Fludd                                                                                     |
| 1988 | Шуша Гаппи        | англ. The Blindfold Horse                                                                       |
| 1986 | Мэгги Хемингуэй   | англ. The Bridge                                                                                |
| 1984 | Болредж Ханна     | англ. A Nation of Fools                                                                         |
| 1983 | Свифт, Грэм       | англ. Waterland                                                                                 |
| 1982 | Кадзуо Исигуро    | Там, где в дымке холмы                                                                          |
| 1981 | Алан Джадд        | англ. A Breed of Heroes                                                                         |
| 1980 | Эльза Джуберт     | англ. Poppie                                                                                    |
| 1978 | Ричард Херли      | англ. The Stone Arrow                                                                           |
| 1977 | Десаи, Анита      | англ. Fire on the Mountain                                                                      |
| 1976 | Юджин Маккейб     | англ. Victims                                                                                   |
| 1975 | Джейн Гардем      | англ. Black Faces, White Faces                                                                  |
| 1974 | Грэхем Кинг       | англ. The Pandora Valley                                                                        |
| 1973 | Рональд Харвуд    | англ. Articles of Faith                                                                         |
| 1973 | Питер Тиннисвуд   | англ. I Didn't Know You Cared                                                                   |
| 1971 | Джон Стюарт       | англ. Last Cool Days                                                                            |
| 1970 | Шива Найпол       | англ. Fireflies                                                                                 |
| 1969 | Йен Макдональд    | англ. The Humming-Bird Tree                                                                     |
| 1968 | Кэтрин Куксон     | англ. The Round Tower                                                                           |
| 1967 | Дэвид Бин         | англ. The Big Meeting                                                                           |